# Kryptops
Kryptops (Kryptops palaios) – prymitywny przedstawiciel rodziny abelizaurów, znany z pustyni Ténéré z Afryki z nierozdzielonych wiekowo osadów aptu -albu. 
Opisali go dwaj paleontolodzy Paul Sereno i Stephen Brusatte w 2008 roku. Nazwa rodzajowa oznacza "zakryta twarz" (z gr. krypto - "zakryty" i ops - twarz). Nazwa gatunkowa - palaios odnosi się do wieku kryptopsa na tle jego krewniaków - znaczy bowiem "stary". Charakterystyczną cechą kryptopsa jest specyficzna powierzchnia kości szczękowej wskazująca na istnienie, prawdopodobnie keratynowej, struktury pokrywającej tę część czaszki. Mógł on także mieć wysokie wyrostki kręgowe (ale patrz niżej). Kryptops jest wczesnym i najbardziej bazalnym przedstawicielem Abelisauridae, posiadającym już wiele cech charakterystycznych dla tej rodziny teropodów.
Holotyp (MNN GAD1) to: kość szczękowa, kilka niekompletnych kręgów i żeber, miednica i zęby. Carrano, Benson i Sampson (2012) wątpili jednak, czy do teropodów z gatunku K. palaios należą inne kości niż kość szczękowa MNN GAD1−1 (odkryta ok. 15 m od pozostałych kości), w tym zwłaszcza kość krzyżowa i miednica (MNN GAD1−2). Ich zdaniem budowa miednicy i kości krzyżowej MNN GAD1−2 dowodzi przynależności ich właściciela do rodziny Carcharodontosauridae, a nie Abelisauridae. Według Carrano i współpracowników kości te mogły należeć do żyjącej w tym samym czasie i na tych samych terenach eokarcharii (takson ten jest obecnie znany tylko z kości czaszki, więc niemożliwe są bezpośrednie porównania).

## Bibliografia

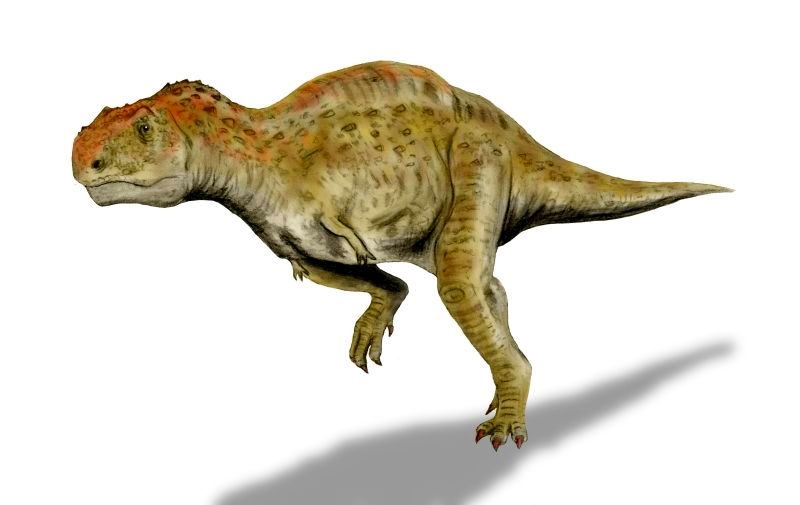
rekonstrukcja ktyptopsa